# Sean B. Carroll
Sean B. Carroll (ur. 1960) – amerykański biolog. Profesor genetyki i biologii molekularnej w Howard Hughes Medical Institute na University of Wisconsin-Madison. Jeden z czołowych przedstawicieli ewolucyjnej biologii rozwoju (evo-devo). Ma stały dział w New York Timesie zatytułowany „Remarkable Creatures”.

## Publikacje
- Endless Forms Most Beautiful: The New Science of Evo Devo and the Making of the Animal Kingdom ISBN 0-393-06016-0
- The Making of the Fittest: DNA and the Ultimate Forensic Record of Evolution ISBN 0-393-06163-9